# Martha Daniell Logan
Martha Daniell Logan (29 de diciembre de 1704-28 de junio de 1779) fue una botánica estadounidense que tuvo un rol fundamental en el intercambio de semillas entre Gran Bretaña y las colonias de América del Norte. Escribía una influyente columna de consejos de jardinería y fue una gran coleccionista de plantas endémicas de las Carolinas.

## Vida y educación
Nacida en la Parroquia de San Tomás, en Carolina del Sur, un 29 de diciembre de 1704, de familia acomodada, Martha Daniell fue educada en lectura y escritura por un tutor privado. Su padre, Robert Daniell, fue un importante comerciante y gobernador de Carolina del Sur. Daniell se casó con Geroge Logan, Jr. a la edad de 14 años y se mudó a una plantación cerca de Charleston, Carolina del Sur, donde cuidó a sus hijos sobrevivientes y comenzó sus colecciones botánicas en los bosques cercanos.

## Carrera
George Logan murió en 1742 y la dificultad financiera incentivó a Martha a comenzar a escribir una columna semianónima llamada Gardener's Kalendar para el periódico South Carolina Gazette, en 1751. Aunque más problemas económicos la obligaron a vender su plantación, en 1753 Martha Logan se mudó a Charleston y vendió semillas y raíces raras y ahondó más en sus estudios botánicos. Continuó coleccionando plantas, semillas y otros materiales botánicos y también comenzó a intercambiar correspondencia con botánico real de la época, John Bartram. Bartram, emplazado en Filadelfia, intercambiaba muestras y se comunicaba regularmente con Logan.
Logan murió en Charleston a la edad de 75 años, el 28 de junio de 1779.